# Dol pod Gojko
Dol pod Gojko je naselje v Občini Vojnik.

## Prebivalstvo
Etnična sestava 1991:
- Slovenci: 188 (98,9 %)
- Hrvati: 2 (1,1 %)